# Švábovská stráň
Švábovská stráň je přírodní rezervace v oblasti TANAP.
Nachází se v katastrálním území obcí Hôrka a Švábovce v okrese Poprad v Prešovském kraji. Území bylo vyhlášeno či novelizováno v roce 1993 na rozloze 18,2579 ha. Ochranné pásmo nebylo stanoveno.